# Domnitz

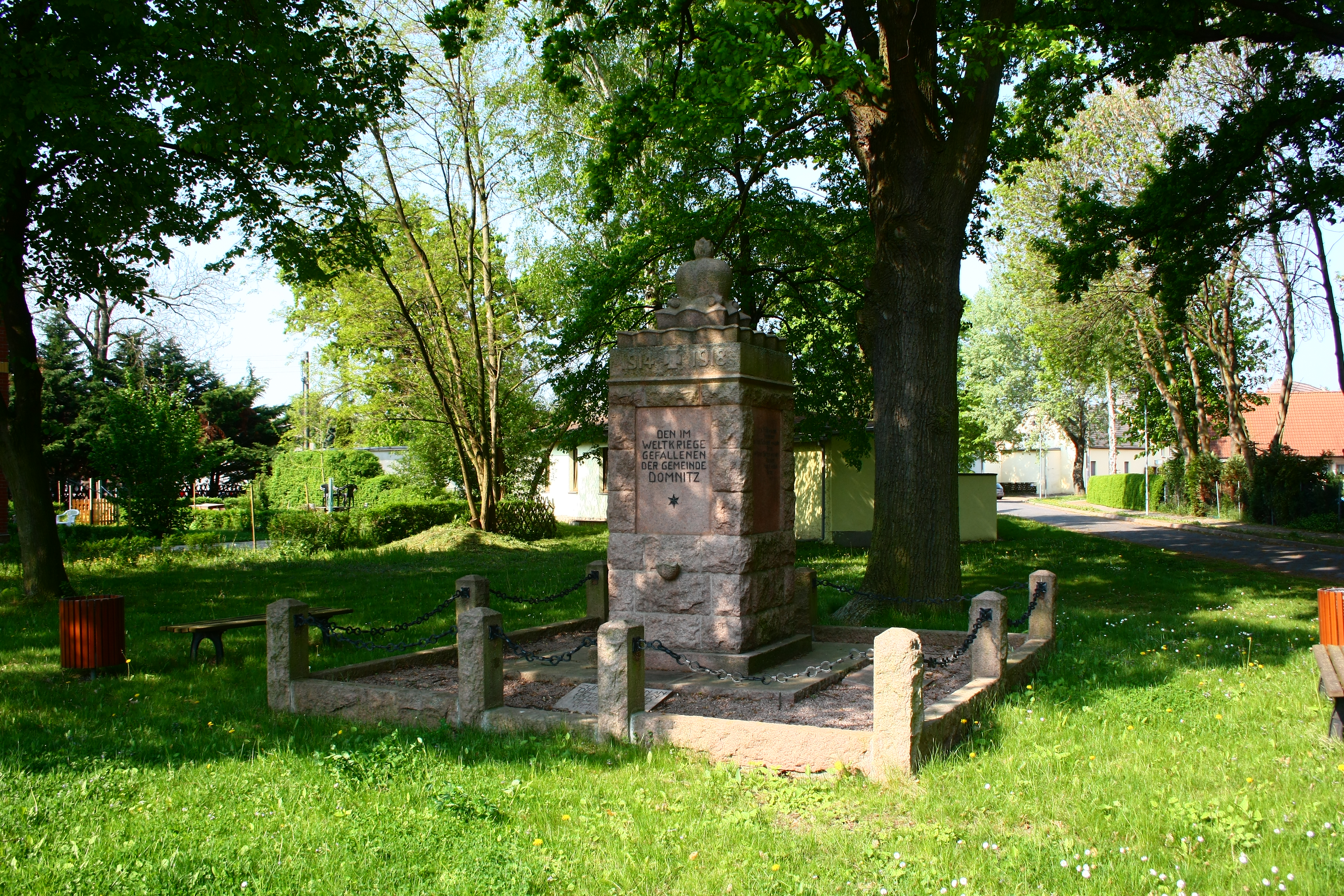
Denkmal für die Gefallenen des Ersten Weltkrieges

Domnitz ist ein Ortsteil der Stadt Wettin-Löbejün im nördlichen Saalekreis in Sachsen-Anhalt, Deutschland.

## Geografie
Domnitz nordwestlich von Halle, südöstlich von Könnern und westlich von Löbejün. Unmittelbar südlich des Ortes beginnt der Bach Plötze, der nach Norden bis Dalena fließt und dann nach Westen abfließt, bis der aus Dornitz kommende Sixbach einmündet. Dann verlässt die Plötze die Gemarkung und fließt nördlich der Fuhne zu.

### Ortschaftsgliederung
Als Ortsteile der Ortschaft Domnitz sind die Dörfer Dornitz und Dalena ausgewiesen.

## Geschichte
Domnitz wurde bereits im frühesten Mittelalter als Dohmnitz erwähnt. Die Orte Domnitz und Dalena standen einige Jahrhunderte unter adliger Gerichtsbarkeit der Herren aus dem Winkel zu Wettin. Sie lagen wie das zum Amt Rothenburg gehörige Dornitz im Saalkreis des Erzstifts Magdeburg. Mit der Angliederung des Erzstifts Magdeburg an Preußen gehörten die drei Orte ab 1680 zum brandenburg-preußischen Herzogtum Magdeburg. Mit dem Frieden von Tilsit wurden Domnitz, Dornitz und Dalena im Jahr 1807 dem Königreich Westphalen angegliedert und dem Distrikt Halle im Departement der Saale zugeordnet. Sie gehörten zum Kanton Löbejün. Nach der Niederlage Napoleons und dem Ende des Königreichs Westphalen befreiten die verbündeten Gegner Napoleons Anfang Oktober 1813 den Saalkreis. Bei der politischen Neuordnung nach dem Wiener Kongress 1815 wurden die drei Orte im Jahr 1816 dem Regierungsbezirk Merseburg der preußischen Provinz Sachsen angeschlossen und dem Saalkreis zugeordnet.
Am 20. Juli 1950 wurden die bis dahin eigenständigen Gemeinden Dalena und Dornitz eingegliedert.
Am 1. Januar 2011 wurden die Gemeinden Städte Löbejün und Wettin sowie den Gemeinden Brachwitz, Döblitz, Domnitz, Gimritz, Nauendorf, Neutz-Lettewitz, Plötz und Rothenburg, die zuvor bereits in der Verwaltungsgemeinschaft Saalkreis Nord zusammengeschlossen waren, zur neuen Stadt Löbejün-Wettin zusammengefasst. Bereits am 7. April 2011 erhielt die Stadt ihren jetzigen Namen Wettin-Löbejün.

## Bürgermeister
Der letzte ehrenamtliche Bürgermeister der Gemeinde Bernhard Zarski wurde am 10. Juni 2001 gewählt.

## Vereine
Die Domnitzer Freiwillige Feuerwehr wurde im Januar 1862 gegründet.

## Persönlichkeiten
- Andreas Christian Bernstein (1672–1699), Kirchenlieddichter, lebte und starb hier
- Heinrich Adolph von Boblick (1729–1809), kurfürstlich-sächsischer General der Infanterie und Kommandant der Festung Königstein
- Jörg-Tilmann Hinz (* 1947), Metallbildhauer, lebte und arbeitete im Ort
- Andreas Wank (* 1988), Skispringer, hier geboren

## Verkehr
Quer durch Domnitz und Dornitz führt der Abschnitt der Bundesstraße 6 von Halle nach Könnern. Die Bundesautobahn 14 (Dresden–Leipzig–Halle–Magdeburg–Schwerin–Wismar) führt im Nordosten an Domnitz vorbei und überquert dabei drei Mal die Plötze, an der Straße nach Löbejün liegt der Abzweig Löbejün. Die Bahnstrecke Halle–Halberstadt führt ebenfalls parallel zur A 14 nordöstlich an Domnitz vorbei, an ihr liegt auch der Bahnhof des Ortes.

## Denkmale
Die im Ort bestehenden Kulturdenkmale sind im Denkmalverzeichnis des Landes Sachsen-Anhalt aufgeführt. Von besonderer Bedeutung ist die Kirche St. Johannes der Täufer. Bemerkenswert ist auch der als Bodendenkmal erfasste Bauernstein Domnitz.